# Octoblepharum albidum
Rêu trắng tám răng (danh pháp khoa học: Octoblepharum albidum) là một loài rêu trong họ Octoblepharaceae. Loài này được Hedw. mô tả khoa học đầu tiên năm 1801.

## Hình ảnh

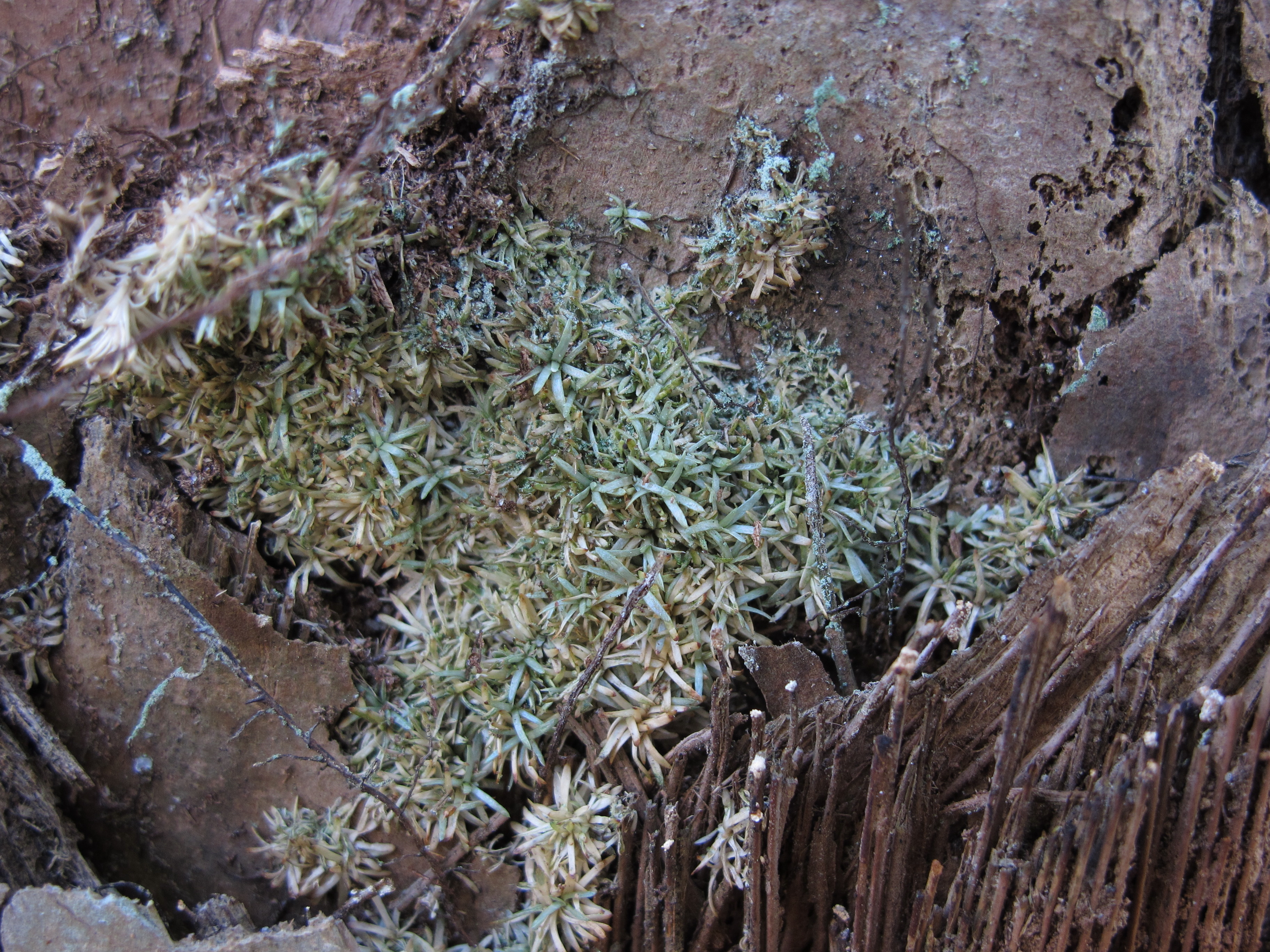
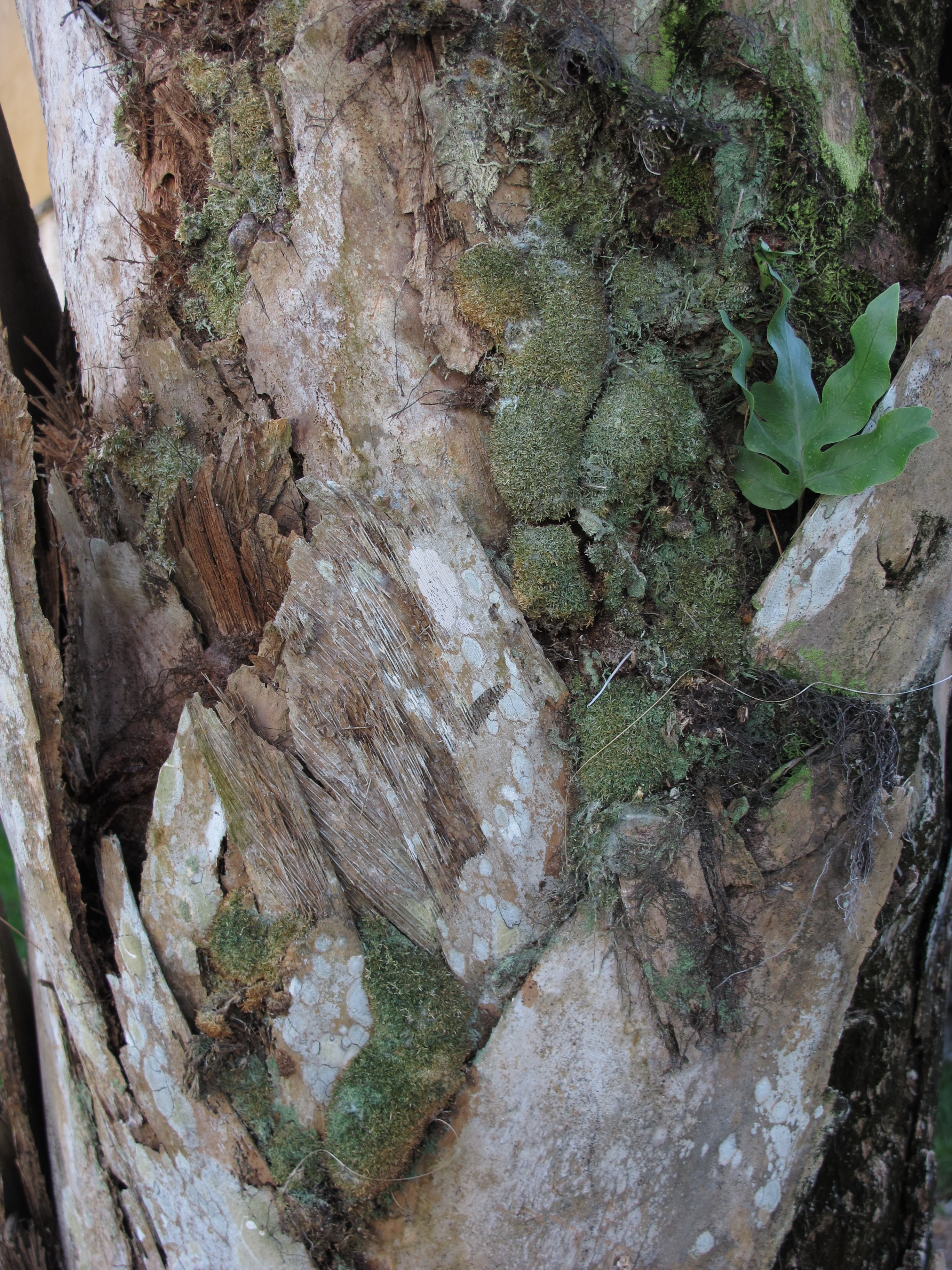
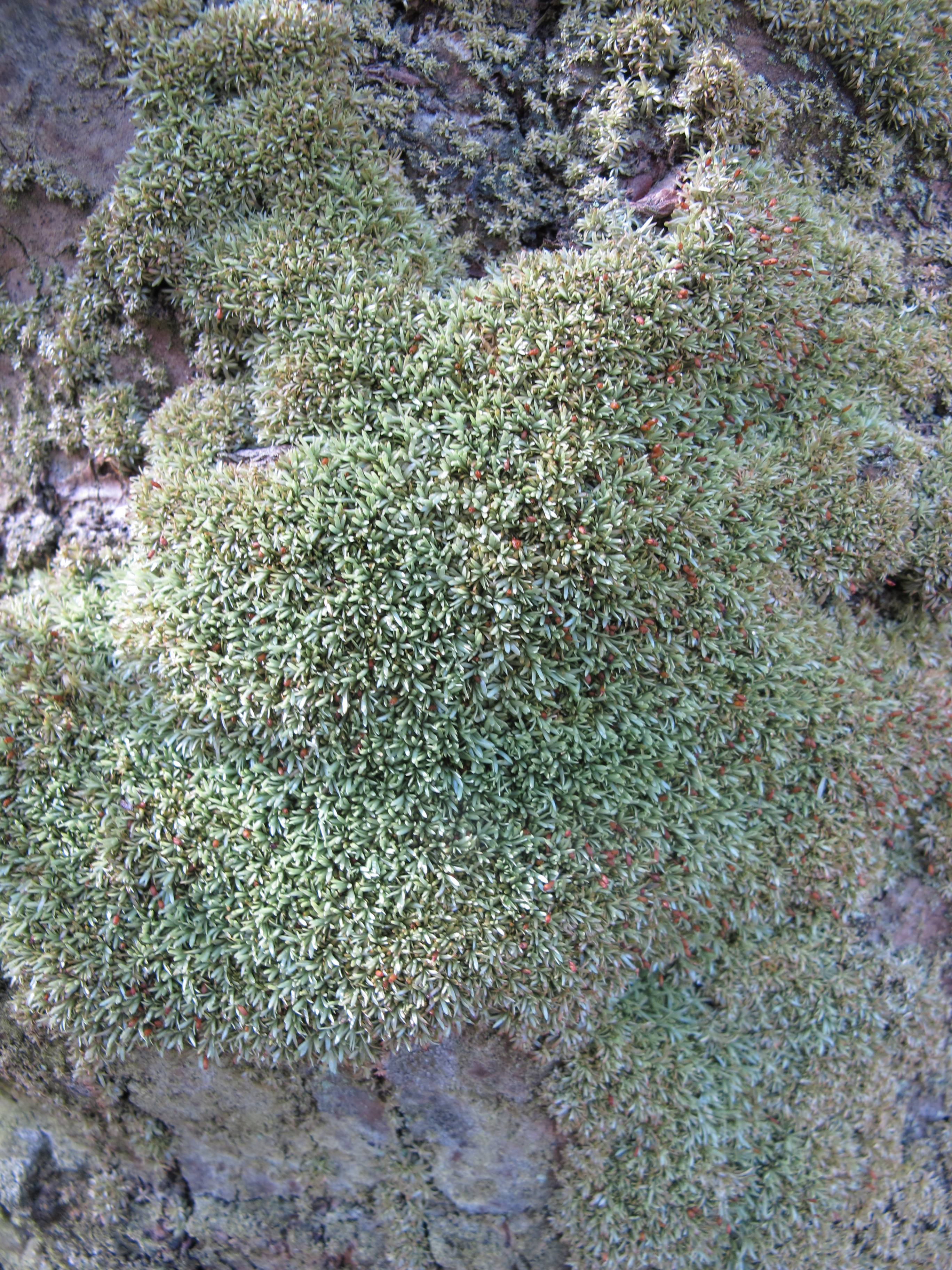